# East Lynne (film 1916)
East Lynne è un film muto del 1916 diretto da Bertram Bracken e interpretato da Theda Bara. Il soggetto è tratto dal romanzo omonimo della Mrs. Henry Wood, che ha dato spunto a diverse versioni cinematografiche. Una copia del film è conservata negli archivi del Museum of Modern Art

## Trama
Isabel Carlisle, credendo erroneamente che il marito la tradisca con Barbara Hare, lo lascia abbandonando anche i loro due bambini. Ritenuta morta in un incidente ferroviario, Isabel non fa niente per correggere l'equivoco. Richard, pensandosi vedovo, si sposa con Barbara. Passati alcuni mesi, Isabel sente nostalgia dei suoi figli e si presenta per un lavoro come governante. Il suo bambino però si ammala e Isabel corre al suo capezzale. Ma il piccolo muore tra le sue braccia. Richard vede la moglie, la riconosce e la perdona di averli abbandonati. Ma è Isabel che non riesce a perdonare sé stessa e muore presto di crepacuore.

## Produzione
Girato nel New Jersey e prodotto dalla Fox Film Corporation.

## Distribuzione
Fu distribuito dalla Fox Film Corporation e uscì nelle sale il 19 giugno 1916.